# Dolicharthria stigmosalis
Dolicharthria stigmosalis is een vlinder uit de familie van de grasmotten (Crambidae), uit de onderfamilie van de Spilomelinae. De wetenschappelijke naam van deze soort is voor het eerst voorgesteld als Stenia stigmosalis door Herrich-Schäffer in een publicatie uit 1848.
De soort komt voor in Zuid-Europa waaronder Spanje, Oostenrijk, Slowakije, Hongarije, Kroatië, Noord-Macedonië, Roemenië, Bulgarije, Griekenland (vasteland, Kreta, Ionische Eilanden), Oekraïne (vasteland en de Krim), Rusland en Zuidwest-Azië waaronder Turkije, Georgië, Armenië, Syrië, Libanon.